# 巴斯蒂亞體育會

舊標誌

巴斯蒂亞體育會（Sporting Club de Bastia）是位於法國科西嘉岛東北沿岸科西嘉大区上科西嘉省首府巴斯蒂亚的足球會，自2004/05年球季由法甲降班後，巴斯蒂亞僅能在法乙中游打滾。巴斯蒂亞曾於1978年晉級歐洲足協盃決賽對，亦曾贏取1981年法國盃及1997年歐洲足協圖圖盃的冠軍。2017年由於財政困難被取消職業資格，降至第五級的法國全國丙組聯賽。

## 球會榮譽
- 歐洲足協圖圖盃
  - 冠軍：1997；

- 法國盃
  - 冠軍：1981；
  - 亞軍：1972, 2002；

- 法乙
  - 冠軍：1967–68, 2011–12；

- 法丙
  - 冠軍：2010–11；

- 法國超級盃
  - 冠軍：1972；

- 法國聯賽盃
  - 亞軍：1995；

- 歐洲足協盃
  - 亞軍：1978；

- 科西嘉島地區聯賽
  - 冠軍：1922, 1927, 1928, 1929, 1930, 1931, 1932, 1935, 1936, 1942, 1943, 1946, 1947, 1949, 1959, 1962, 1963；[1]

## 著名球員
- 阿尔贝托·塔兰蒂尼（Alberto Tarantini）
- 阿劳·迪亚拉（Alou Diarra）
- （Michael Essien）
- 阿歷山大·桑治（Alexandre Song）
- （Roger Milla）
- 约翰尼·雷普（Johnny Rep）

## 外部連結
- Official website (in French)
- Forza Bastia （页面存档备份，存于） (in French)
- Bastia Fansite （页面存档备份，存于） (in French)
- Ave-Bastia - Blog about SC Bastia's team  (in French and Swedish)